# ホワイトシップの遭難

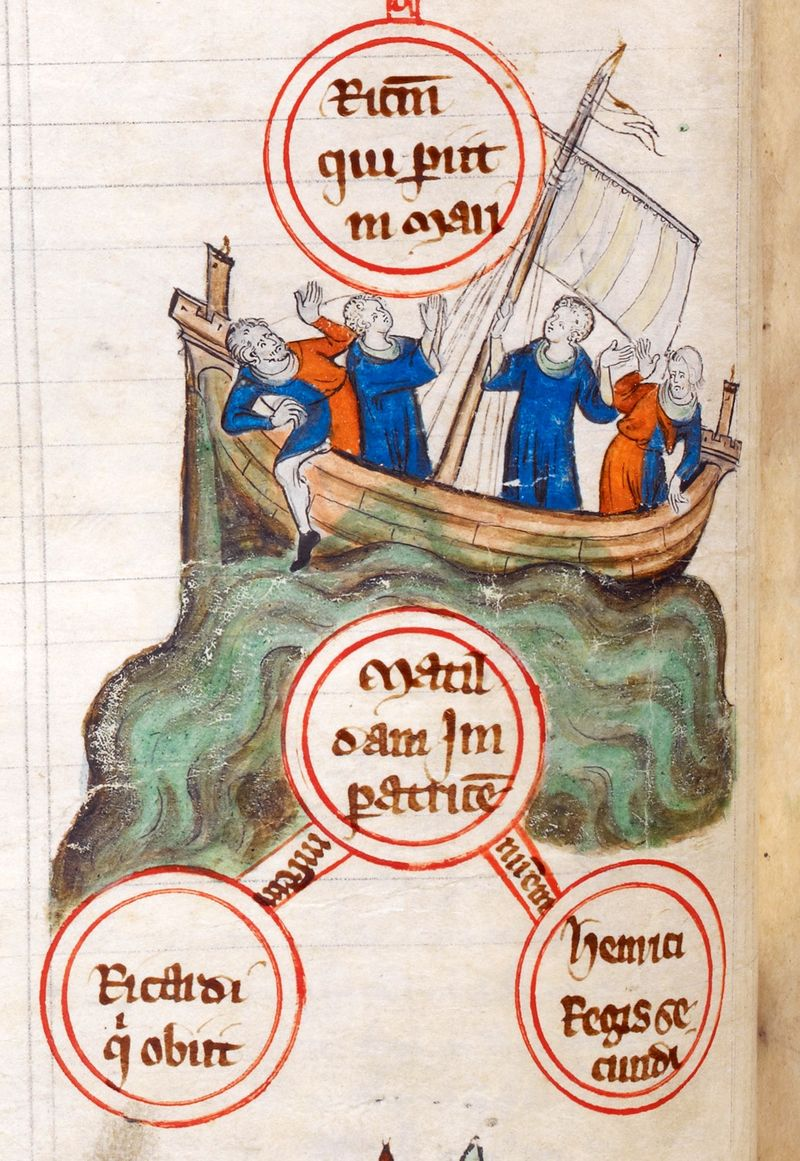
ホワイトシップの遭難

ホワイトシップの遭難（The Sinking of the White Ship）は、12世紀（1120年11月25日）の海難事故。イングランド王ヘンリー1世の世継ぎウィリアム、王の庶子2人を始めとして、イングランド、ノルマンディーの王族、貴族多数が水死した。生き残ったのは船員1人と言われる。

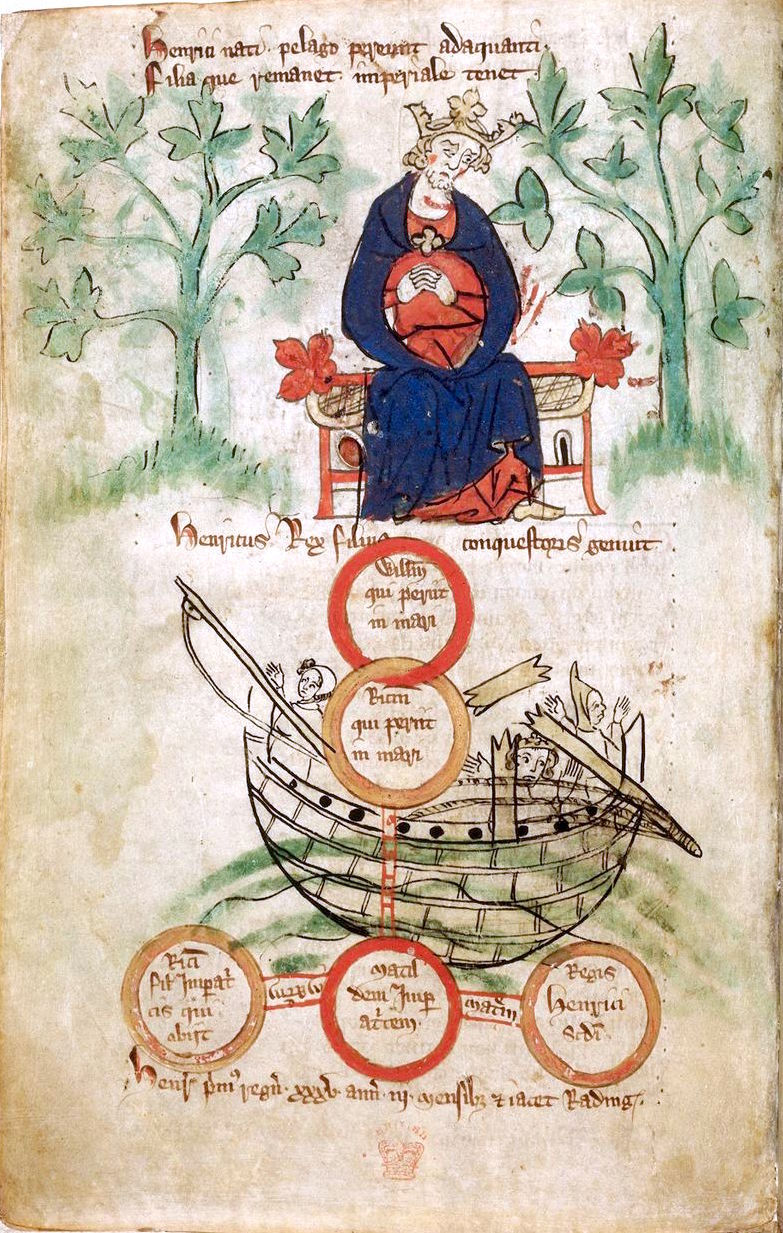
ヘンリー1世とホワイトシップ号の遭難を描いた中世の写本

ウィリアムは、1120年11月25日、イギリス海峡を渡るため、ホワイトシップ号でバルフルールを出航した。ヘンリー1世は既に日暮れ前に出航していたが、ウィリアムと彼の郎党は、日が暮れるまで陸上で飲酒していた。自分たちが乗るホワイトシップ号は王家の艦船で最も速く最新の船であり、すぐにヘンリー１世に追いつけると思っていたからである。酔っ払った操舵手が真夜中に湾内の岩にホワイトシップ号をぶつけなければ、それは間違いではなかったであろう。
衝突後、岩から船を引き離す試みは失敗し、船は急速に浸水を始めた。ウィリアムと幾人かの近習は初め、救命艇を下ろし船を見捨てようとしたが、ウィリアムは異母妹であるペルシュ伯妃マティルダ・フィッツロイを助けようと船に戻った。一方、救命艇も大勢に飛び込まれて過積載となり沈没した。
悲劇を記したヘンリー・オブ・ハンティングダンは、ウィリアムについてこう記している。「刺繍の施されたローブを身に着ける代わりに...波間に裸で浮いていた。崇高な王位を継承する代わりに...海の底で彼の墓標を見ることとなった。」
ウィリアムの妻マティルドは、難破時には別の船に乗船していて助かった。夫に先立たれた彼女は修道女となり、最後はフォントヴロー修道院の修道院長となった。
原因は明らかでなく、貴族たちが宴会を開き、船員まで一緒に酔っていたためや、船長が出航を遅らせることを提案したが、王子たちに却下されたためとも言う。

## 余波
この事件後、ヘンリー1世は後妻を迎えたが、男子は生まれなかった。そのため、娘のマティルダ（通称「女帝モード」）を後継者に指名したが、王の死後、マティルダは従兄のスティーブン（ヘンリー1世の姉の子）と王位を争い、イングランドを無政府状態（アナーキー）に導くことになる。
この事件はイングランドの運命を大きく変え、また多数の公子、公女の死は、かなりの衝撃を与えた。

## フィクションにおいて
この事故をモチーフにした文学作品では、この事故を陰謀によるものとしたり、生き残った船員が数奇な運命をたどったりするものがある。たとえば、ケン・フォレット『大聖堂』（1989年）など。